# First Division Monument
First Division Monument je spomenik koji se nalazi u predsjedničkom parku u neposrednoj blizini Bijele kuće. Skulptura je postavljena u listopadu 1924. godine u čast svim poginulima koji su služili u 1. pješačkoj diviziji američke kopnene vojske, najstarijoj diviziji američke vojske.
Spomenik je više puta proširivan. Prvi puta završetkom 2. svjetskog rata u spomen na poginule u ratu a predstavljen je 24. kolovoza 1957. Drugi puta je proširen i službeno predstavljen 20. kolovoza 1977. za pale u Vijetnamskom ratu. Posljednji puta proširen je u čast poginulima u Pustinjskoj oluji, a svečano je otkriven 29. svibnja 1995.

## Vanjske poveznice
- First Division Monument
- First Division Memorial (sculpture)